# Пајо Орозовић Брко
Пајо Орозовић Брко (Горњи Борки, код Дарувара, 15. јул 1915 — Кукуњевац, код Дарувара, 8. октобар 1943), учесник Народноослободилачке борбе и народни херој Југославије.

## Биографија
Рођен је 15. јула 1915. године у Горњим Боркима код Дарувара. Није до краја завршио основну школу, јер је морао да чува стадо свог оца. Након одслужења војног рока, запослио се у фирми „Славекс“ на Равној гори, као радник.
Као шумарски радник, дочекао је капитулацију Југославије и формирање НДХ 1941. године. Након првих усташких злочина, Пајо је око себе окупљао сељане и вршио припреме за устанак. Његова партизанска група убрзо је проглашена четом, а Пајо је постављен за њеног командира. Усташе су неколико пута напале његово родно село с циљем да га заробе, али је чета сваки пут одбила напад.
Дана 1. децембра 1941, усташе су с јачим снагама из Дарувара и упоришта Бадљевине и Сирача спремили казнену експедицију с циљем да униште Пајину чету. Пајо је сазнао за ово и припремио им заседу. Експедиција је претрпела тешке губитке, а део је успео да побегне у Дарувар.
Чета је почетком 1942. године готово свакодневно нападала усташе колоне на путовима и железничку пругу Пакрац–Дарувар. Члан Комунистичке партије Југославије постао је у фебруару 1942. године. Средином 1942, добио је задатак од Штаба Треће оперативне зоне да задржи јаку непријатељску колону како би заштитио народ који се склонио на падинама Равне горе. Чета је припремила заседу, извршила напад на немачко–усташко–домобранске јединице и нанела им велике губитке. Након ове акције, Штаб зоне је прогласио Пајину чету Првом ударном четом Славоније. Од тада је чета добивала задатке и нападала непријатељска упоришта.
Године 1943, у даруварском сектору био је формиран Даруварски партизански одред, а за његовог команданта је постављен Пајо Орозовић. Одред је извршио низ успешних акција, после чега су непријатељске снаге биле истеране из свих мањих места око Дарувара. Према подацима штаба одреда, једна већа колона усташа требало је из Банове Јаруге да стигне у Дарувар. Дана 8. октобра, Пајо је донео одлуку да се колони постави заседа код села Кукуњевац. Колона се, очекујући заседу, кретала с леве и десне стране пута, а не по средини. Иако је увидео да је заседа пропала, Пајо је наредио јуриш иако је непријатељ био надмоћнији. Након двочасовне борбе, одред је победио непријатеља, али је у једном од јуриша погинуо Пајо Орозовић.
Указом Президијума Народне скупштине Федеративне Народне Републике Југославије, 20. децембра 1951. године, проглашен је за народног хероја.